# Jacques-François Menou

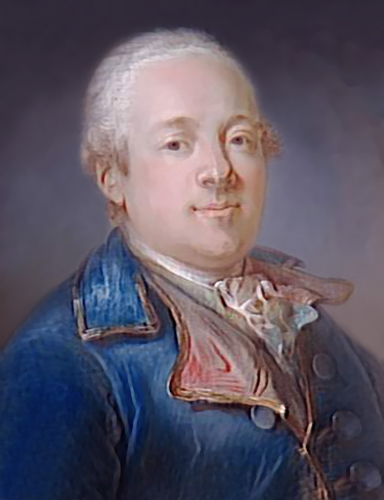
Jacques-François de Menou

Jacques-François de Menou, baron van Boussay (Boussay (Indre-et-Loire), 3 september 1750 - Mestre (nabij Venetië), 13 augustus 1810) was een Franse generaal tijdens de Franse revolutionaire en napoleontische oorlogen. Hij nam deel aan Napoleons expeditie naar Egypte in 1798-1801, waar hij zich bekeerde zich tot de islam en een rol speelde bij de ontdekking van de Steen van Rosetta.
Hij werd in 1804 door keizer Napoleon benoemd tot grootofficier in het Franse Legioen van Eer en in 1808 door de keizer verheven tot comte de l'Empire. Menou's naam staat gegraveerd op de zuidelijke pilaar van de Arc de Triomphe in Parijs.

## Franse Revolutie
Ondanks zijn adellijke afkomst steunde Menou de Franse Revolutie die in 1789 uitbrak. Hij vertegenwoordigde de adel van de provincie Touraine in de Franse Staten-Generaal en diende als secretaris en later voorzitter van de Staten-Generaal in 1790.
Menou bereikte de rang van brigadegeneraal in 1792 en divisiegeneraal in 1793. Hij vocht tegen de opstand in de Vendée in 1793. In mei 1795 had hij het bevel over een deel van de troepen in Parijs en nam deel aan het neerslaan van de opstand van de ultra-revolutionaire sansculottes.
Tijdens de royalistische opstand van 13 Vendémiaire in Parijs (oktober 1795) gaf de Nationale Conventie hem het bevel over drie bataljons om de opstand neer te slaan. Menou viel de opstandelingen echter niet aan, maar begon met ze te onderhandelen en trok zich uiteindelijk terug na de belofte te hebben gekregen dat ze zich zouden ontwapenen. De rebellen zagen dit als een teken van zwakte en riepen ook de andere Parijse wijken op om zich bij de opstand aan te sluiten. Menou besefte zijn fout en stuurde een cavaleriecharge door de Rue du Faubourg-Montmartre die de royalisten tijdelijk uiteen dreef. Desondanks werd hij ontslagen door de Conventie, die hem verving met Paul Barras.

## Expeditie naar Egypte
In 1798 had hij het bevel over een van de vijf divisies waarmee Napoleon Bonaparte de Ottomaanse provincie Egypte binnenviel. In Egypte bekeerde hij zich tot de islam, nam de voornaam Abdoellah aan en trouwde met een Egyptische vrouw, Sitti Zoebeïda, die van Mohammed zou afstammen.
Na de moordaanslag op Jean-Baptiste Kléber op 14 juni 1800 nam Menou over als bevelhebber van de Franse troepen in Egypte. Hij wekte de woede van de plaatselijke bevolking door aan te kondigen dat Egypte ingelijfd zou worden bij Frankrijk als een soort kolonie. Menou begon voorbereidingen te treffen voor grootse landbouw- en handelsprogramma's die bekostigd zouden worden door belastingen van de Egyptische bevolking.
Menou leed een nederlaag tegen de Britten en Ottomanen in de Slag bij Alexandrië op 21 maart 1801 en de daaropvolgende belegering van Alexandrië, de laatste Egyptische stad in Franse handen. Hij capituleerde met de overgebleven Franse troepen in augustus 1801. De Fransen verlieten Egypte in oktober van dat jaar, toen ze door de Britse vloot werden ingescheept en terug naar Frankrijk gebracht.
Toen de Steen van Rosetta op 15 juli 1799 door een Franse officier ontdekt werd, werd deze aan Menou overhandigd. Die liet de steen vervoeren van Caïro naar zijn hoofdkwartier in Alexandrië en gaf bevel om de Griekse karakters op de steen in het Frans te vertalen. Bij de Overgave van Alexandrië in augustus 1801 beweerde Menou dat de Steen van Rosetta zijn privébezit was, en weigerde de steen aan de Britten te overhandigen. In het overgavedocument ondertekenden de Fransen evenwel de eigendomsoverdracht van de Steen aan de Britten.

## Napoleontische tijd
Menou werd in 1802 benoemd tot het Tribunat, een van de vier wetgevende lichamen van Frankrijk na de staatsgreep van Napoleon in 1799.
Hij werd in 1803 administrator-generaal van Piëmont, in 1805 gouverneur van Toscane en in 1809 administrator van Venetië (in naam van het Koninkrijk Italië). Hij stierf in zijn villa in Mestre (nabij Venetië) in 1810.
- Bibliothèque nationale de France: cb122491827 (data)
- Gemeinsame Normdatei: 124358306
- International Standard Name Identifier: 0000 0000 8369 2559
- Library of Congress Control Number: n86836665
- Nationale Bibliotheek van Israël: 987007265213905171
- Nederlandse Thesaurus van Auteursnamen: 111828708
- SNAC: w62p2ghm
- Système universitaire de documentation: 097650447
- Virtual International Authority File: 32053190
- WorldCat: E39PBJpYxq4jgTWt7CRVMYtdwC